# Ікло та кіготь
Ікло та кіготь (англ. Tooth and Claw) — другий епізод другого сезону поновленого британського науково-фантастичного телесеріалу «Доктор Хто». Уперше транслювався на телеканалі BBC One 22 квітня 2006 року.
Події епізоду відбуваються в Шотландії 1879 року. За сюжетом, група воїнів-монахів мають намір використати іншопланетного вовкулаку (грає Том Сміт) для того, щоби захопити Британську імперію та установити «Імперію вовка», перетворивши королеву Вікторію (грає Полін Коллінз) на вовкулаку.

## Сюжет

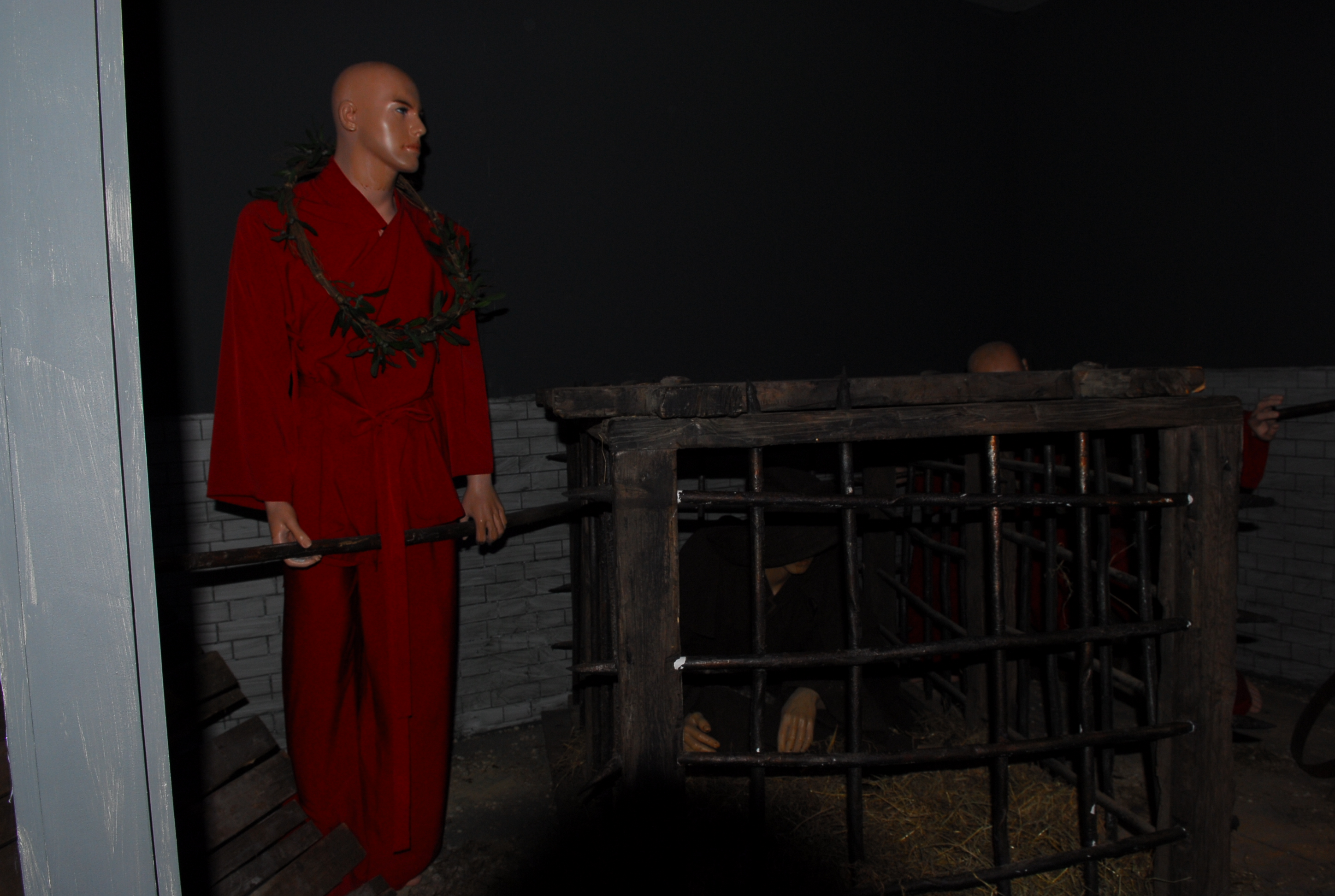
Костюм монаха та клітка для вовкулаки на виставці «Doctor Who Experience»

Десятий Доктор і Роуз помилково приземляються в шотландських полях в 1879 році замість 1979-го. Вони стикаються з каретою, у якій перевозять королеву Вікторію, яка змушена їхати дорогою до замку Бальморал, оскільки повалене дерево перекрило залізницю до Абердіна. Доктор виступає в якості захисника королеви, використовуючи психічний папір, і вони з Роуз приєднуються до королеви, коли вона їде до маєтку Торчвуд, улюбленого покійного чоловіка, принца Альберта, щоб переночувати. Королівська свита не знає, що садибу Торчвуд захопила група воїнів-ченців на чолі з отцем Анджело, змусивши її власника, сера Роберта Макліша, виконувати їх вказівки, коли люди Анджело зайняли місця слуг і охоронців будинку. Ченці створили перепону на залізниці, щоб змусити королеву приїхати до маєтку. Вони привезли до підвалу маєтку людину-вовкулаку, сподіваючись передати його природу королеві та створити нову «Імперію вовка». Роуз ув'язнюють разом з попередніми слугами маєтку в підвалі, де знаходиться дана людина, що уночі перетворюється на вовкулаку та покидає свою клітку.
Доктор незабаром усвідомлює пастку, в яку вони потрапили, і допомагає врятувати Роуз, королеву та сера Роберта з його слугами від людей Анджело та вовкулаки, сховавшись у бібліотеці маєтку: його деревина, покрита олією деревини омели, допомагає уникнути звіра. Вони вивчають бібліотеку і виявляють докази, зібрані батьком сера Роберта, універсальною людиною та принцом Альбертом, це вказує на те, що перевертень — представник інопланетного виду, який виживає, передаючи свою тваринну форму від людини до людини. Доктор також усвідомлює, що маєток був розроблений як пастка для перевертня, оскільки, використовуючи його дивний телескоп разом з діамантом королеви «Кохінур», ретельно ограненим принцом Альбертом для даної цілі, вони можуть зруйнувати інопланетну життєву форму.
Сер Роберт жертвує собою, щоб дозволити Доктору, Роуз та Королеві підготувати телескоп в обсерваторії. Їм удається заманити до пастки та вбити перевертня у концентрованому світлі повного місяця, зібраного алмазом. Наступного дня королева дарує лицарський сан Доктору й Роуз та виганяє їх з Британської імперії через чародійство і зневагу до Бога. На честь жертви сера Роберта та винахідливості його батька вона наказує створити Інститут Торчвуд, який допоможе захистити Британію від подальших нападів прибульців, заявивши, що — якщо лікар повернеться — Торчвуд буде готовий боротися з ним.

## Зйомка епізоду
У сцені зустрічі Доктора та Роуз з охоронцями королеви, Доктор переходить на шотландський акцент — рідна вимова англійської Девіда Теннанта. Мішель Дункан та Джеммі Сівз не мали змоги відвідати читання сценарію епізоду, тому текст їхніх ролей був зачитаний батьками Девіда Теннанта, які тоді відвідали зйомки епізоду. Теннант розповів журналістам під час прес-показу епізоду: «Так, як події епізоду відбувались у Шотландії, вони були надзвичайно раді отримати пропозицію зачитати текст. Моя мати грала леді Ісобел, а мій батько грав капітана Рейнольдса — вони були на сьомому небі від щастя. Вони були по-справжньому засмучені, коли не були запрошені зіграти ролі по-справжньому! Я був у настрої: „Розслабтеся, мамо й батьку — повертайтеся до себе!“».
Маєток Треовен у Дінгстоу, Уельс, був одним з місць для зйомок епізоду, зображуючи маєток Торчвуд у Гайлендсі. Сцени епізоду поза приміщенням були зняті у фортеці Крейг-у-Носс, Лебедина долина. Сцена з битвою монахів на початку епізоду була знята на сільському подвір'ї в Дифрін-гарденс (англ. Dyffryn Gardens), Сент-Ніколас.
Вовкулака в даному епізоді є комп'ютерно згенерованим.

## Трансляція епізоду та відгуки
За ніч епізод отримав 10,03 мільйонів глядачів. В середньому епізод мав 9,24 мільйонів глядачів, враховуючи зсув у часі при показі та отримав 83 бали за індексом поціновування.